# Спегальский, Юрий Павлович
Ю́рий Па́влович Спега́льский (3 июня 1909, Псков — 17 января 1969, там же) — советский архитектор, выдающийся реставратор Пскова, художник и знаток псковского зодчества.

## Биография
Учился в школе № 1 города Пскова. В 1928 году Ю.Спегальский поступил в Ленинградский Высший художественно-технический институт (ЛВХТИ, быв. Императорская Академия художеств), а после его реорганизации и ликвидации архитектурного факультета продолжил обучение на архитектурном факультете Ленинградского института инженеров коммунального строительства (ЛИИКС, впоследствии ЛИГИ, ЛИСИ, СПбГАСУ).
С 1936 года работал в отделе охраны памятников при Леноблисполкоме. В 1939—1940 гг. проводил восстановительные работы на Гремячей башне и Вторых палатах Меншиковых. В блокадном Ленинграде участвовал в работах по маскировке и ремонту куполов Никольского морского собора, шпилей Адмиралтейства, Инженерного замка, Петропавловского собора.
Блокадной зимой 1942—1943 гг. он создает блистательную серию рисунков «По Пскову XVII века», где научная реконструкция памятников сочетается с мастерством тонкого графика. Работа эта была представлена на выставке 1944 года и вызвала восхищение специалистов. Уже тогда Спегальский обдумывает концепцию архитектурного заповедника, которую он впоследствии применит при научном восстановлении Пскова. Отчасти применению концепции Спегальского послевоенный Псков обязан своей красотой и цельностью, своим самобытным обликом.
В 1944—1947 гг. работает в Пскове, где под его руководством и непосредственном участии реставрируются церкви Николы со Усохи и Богоявления с Запсковья.
В 1947 г. вынужденно покидает Псков. В 1950-е гг. Спегальский участвует в ремонтных работах на здании главного корпуса Публичной библиотеки и обмерные работы под куполом церкви Ильи Пророка на Пороховых, обследовал высотную часть Александровской колонны на Дворцовой площади; в составе бригады верхолазов участвовал в разборке дымовых труб Монетного двора (1954 г.) В начале июня 1956 г. Ю. П. Спегальский совместно с О. П. Тихоновым обследует конструкции малого купола Исаакиевского собора (выс. 101 м). В июне 1957 г. обследовал в составе бригады шпиль Петропавловского собора.
Юрий Павлович Спегальский скоропостижно умер 17 января 1969 года, после первого производственного собрания, состоявшегося в реставрационной мастерской. Похоронен на Мироносицком кладбище Пскова (на Завеличье).
Все оставшиеся годы своей жизни его вдова, Ольга Константиновна Аршакуни (1908—1991), художник-архитектор, посвятила увековечиванию памяти мужа. Благодаря её усилиям издавались труды Ю. П. Спегальского, а в 1986 году открылся музей.

### Книги
- Спегальский Ю. П. Псков: Историко-художественный очерк. — Л.; М.: Искусство, 1946. — 90 с. — 10 000 экз.
- Спегальский Ю. П. Псковские каменные жилые здания XVII века. — М.; Л.: Изд-во АН СССР, 1963. — 176 с. — (Материалы и исследования по археологии СССР. № 119). — 1200 экз.
- Спегальский Ю. П. Псков: Художественные памятники XII—XIX веков. — Л.; М.: Искусство, 1963. — 304 с. — (Архитектурно-художественные памятники городов СССР). — 35 000 экз.
- Спегальский Ю. П. Псков: Художественные памятники / Науч. ред. П. А. Раппопорт; Худож. Т. М. Кофьян. — 2-е изд. — Л.: Лениздат, 1972. — 272 с. — 50 000 экз.
- Спегальский Ю. П. Жилище Северо-Западной Руси IX—XIII вв. — Л.: Наука. Ленингр. отд-ние, 1972. — 276 с. — 1500 экз.
- Спегальский Ю. П. Дом Печенко / Псков. гос. ист.-худож. и архит. музей-заповедник. — Псков: Лениздат. Псковское отд-ние, 1973. — 80 с.
- Спегальский Ю. П. По Пскову XVII века: Альбом рисунков / Сост. О. К. Аршакуни. — Л.: Лениздат, 1974. — 124 с. — 25 000 экз.[2]
- Спегальский Ю. П. Каменное зодчество Пскова. — Л.: Стройиздат, 1976. — 120 с. — 20 000 экз.
- Спегальский Ю. П. Псков. — 2-е изд. — Л.: Искусство, 1978. — 248 с. — (Архитектурно-художественные памятники городов СССР). — 50 000 экз.

### Статьи
- «Значение памятников древнепсковской архитектуры». Сборник губернского бюро и Псковского общества краеведения «Познай свой край». Вып. III. Псков. 1927 г.
- «Памятники зодчества в Пскове». Памятники искусства, разрушенные немецкими захватчиками в СССР. Сборник статей под ред. Грабаря И. Э. М.- Л. 1948 г.
- «Псковские керамические киоты». Краткие сообщения Института археологии (КСИА). Вып. 81. М., 1960 г.
- «Происхождение пониженных подпружных арок церкви Козьмы и Дамиана с Примостья». Памятники культуры. Исследование и реставрация. Вып. 2. М.: Издательство АН СССР. 1960 г.[3]
- «Реконструкция церкви Николы со Усохи в Пскове». Памятники культуры. Исследование и реставрация. Вып. 3 М.: АН СССР. 1961 г.[4]
- «Здание кожевенного завода XVII века в Пскове». Краткие сообщения Института археологии (КСИА). Вып. 87. М.: АН СССР. 1962 г.
- «Псковские часовни-усыпальницы». Краткие сообщения Института археологии (КСИА). Вып. 99. М.— Л. 1964 г.
- «Церковь Богоявления с Запсковья». Культура и искусство Древней Руси. Сборник статей. Л. 1967 г.[5]
- «Вариант Псковского храма XVI века: Церковь Ильи Пророка в бывшем погосте Торошино». Древнерусское искусство. Художественная культура Пскова. М. 1968 г.[6]
- «Церковь Василия на Горке в Пскове». Советская археология. М. 1970 г. № 2.
- «К вопросу о взаимовлиянии деревянного и каменного зодчества Древней Руси». Архитектурное наследство. № 19. М.: «Стройиздат». 1972 г.

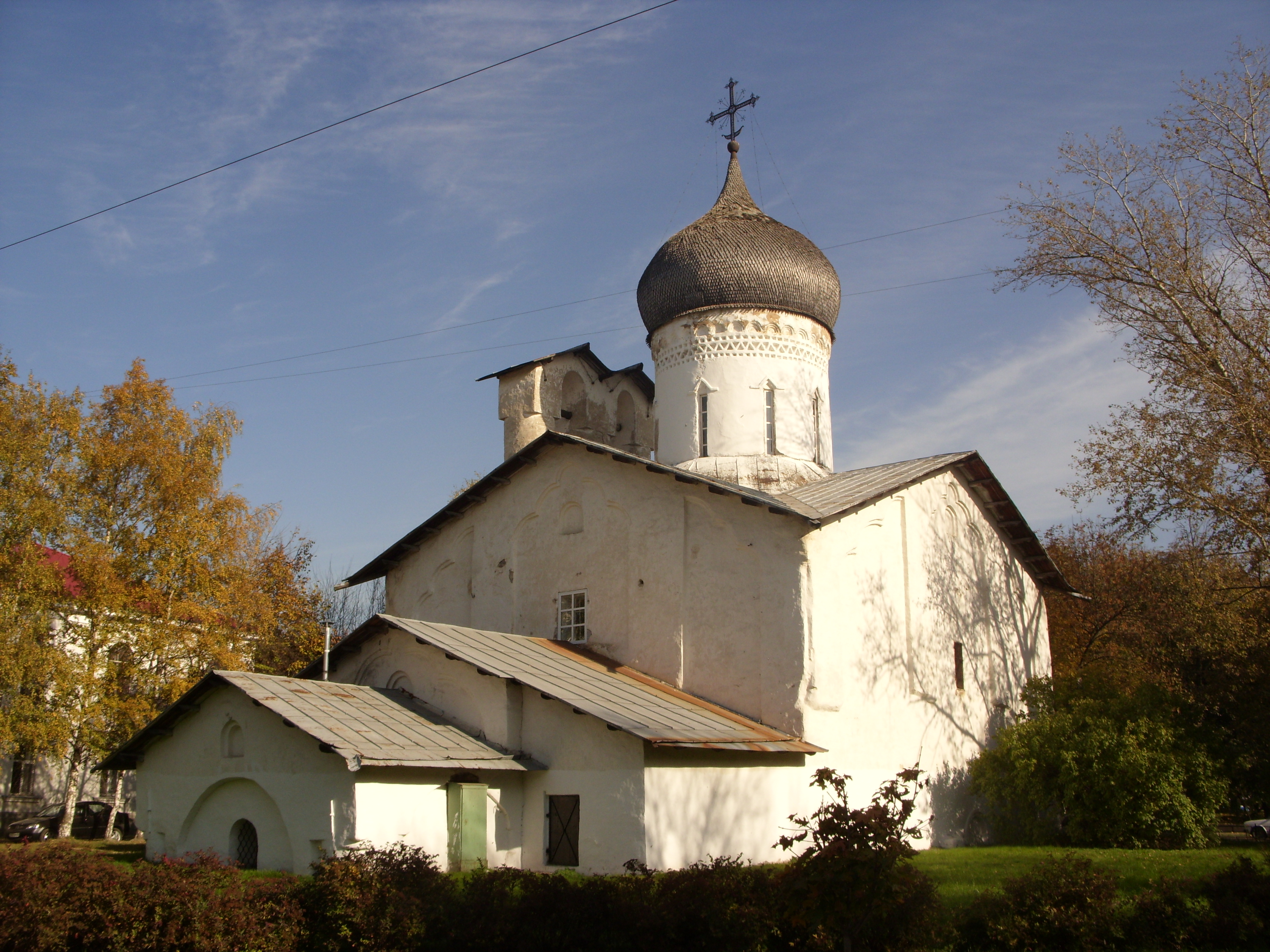
церковь Николы со Усохи
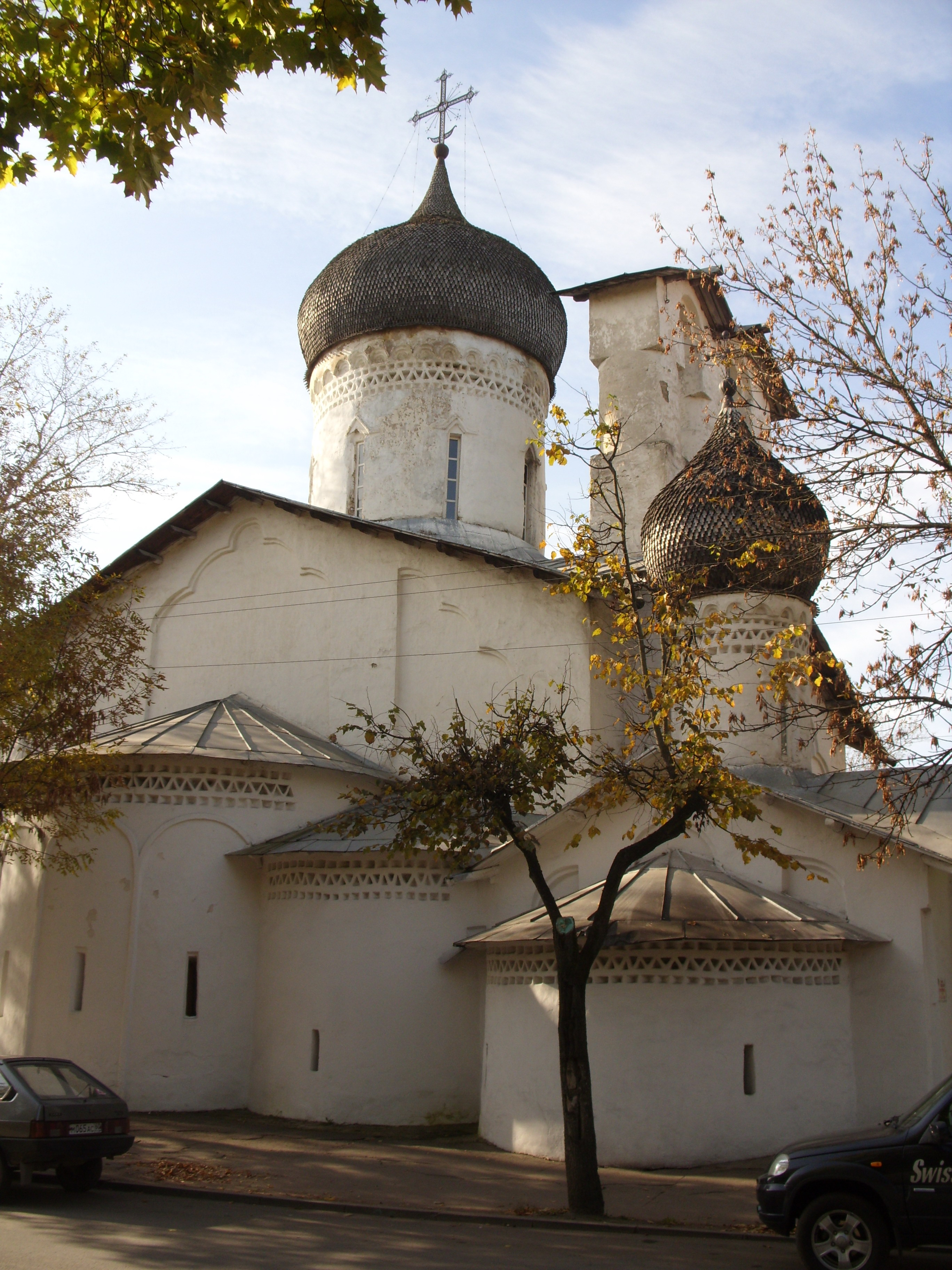
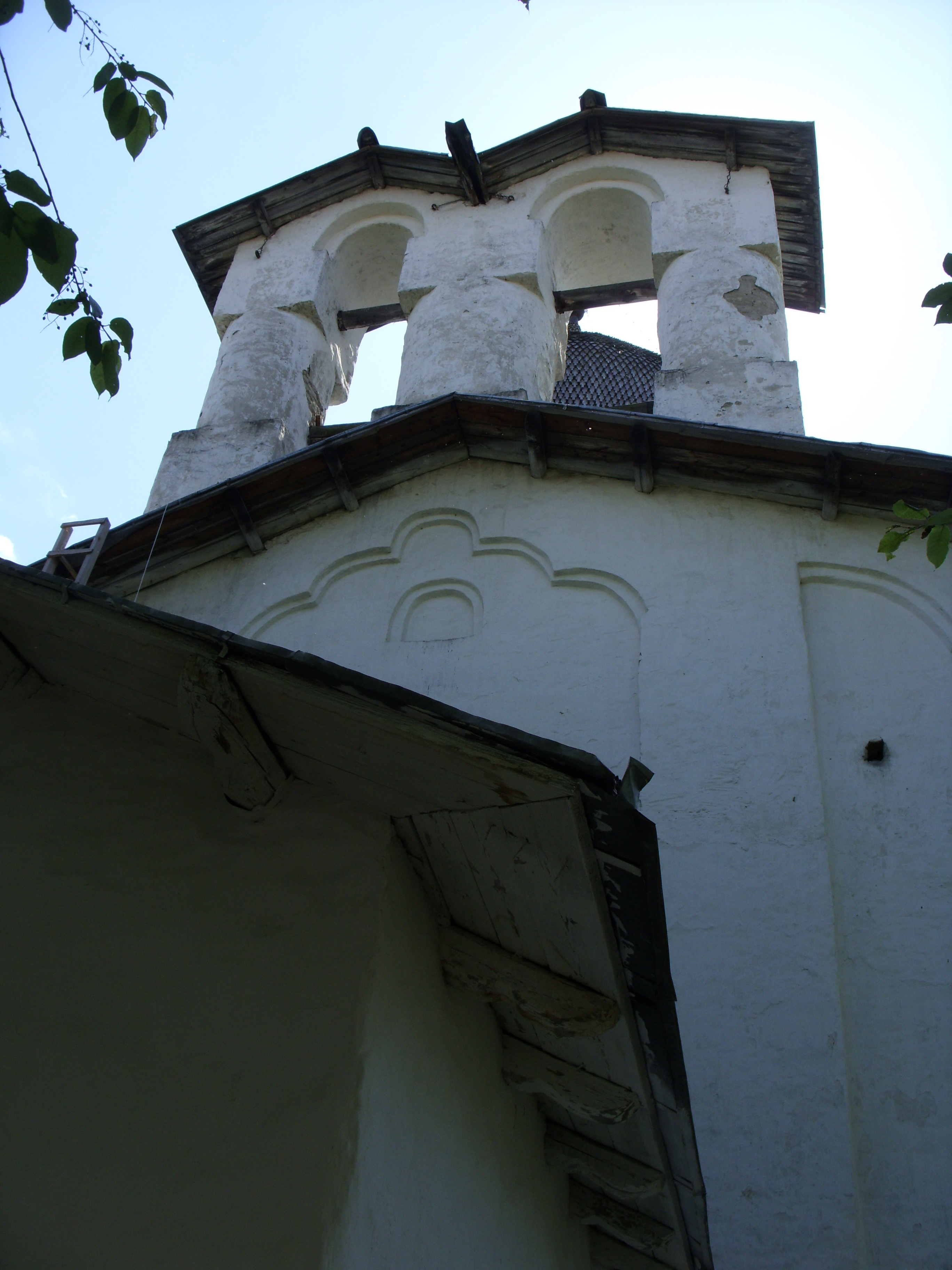
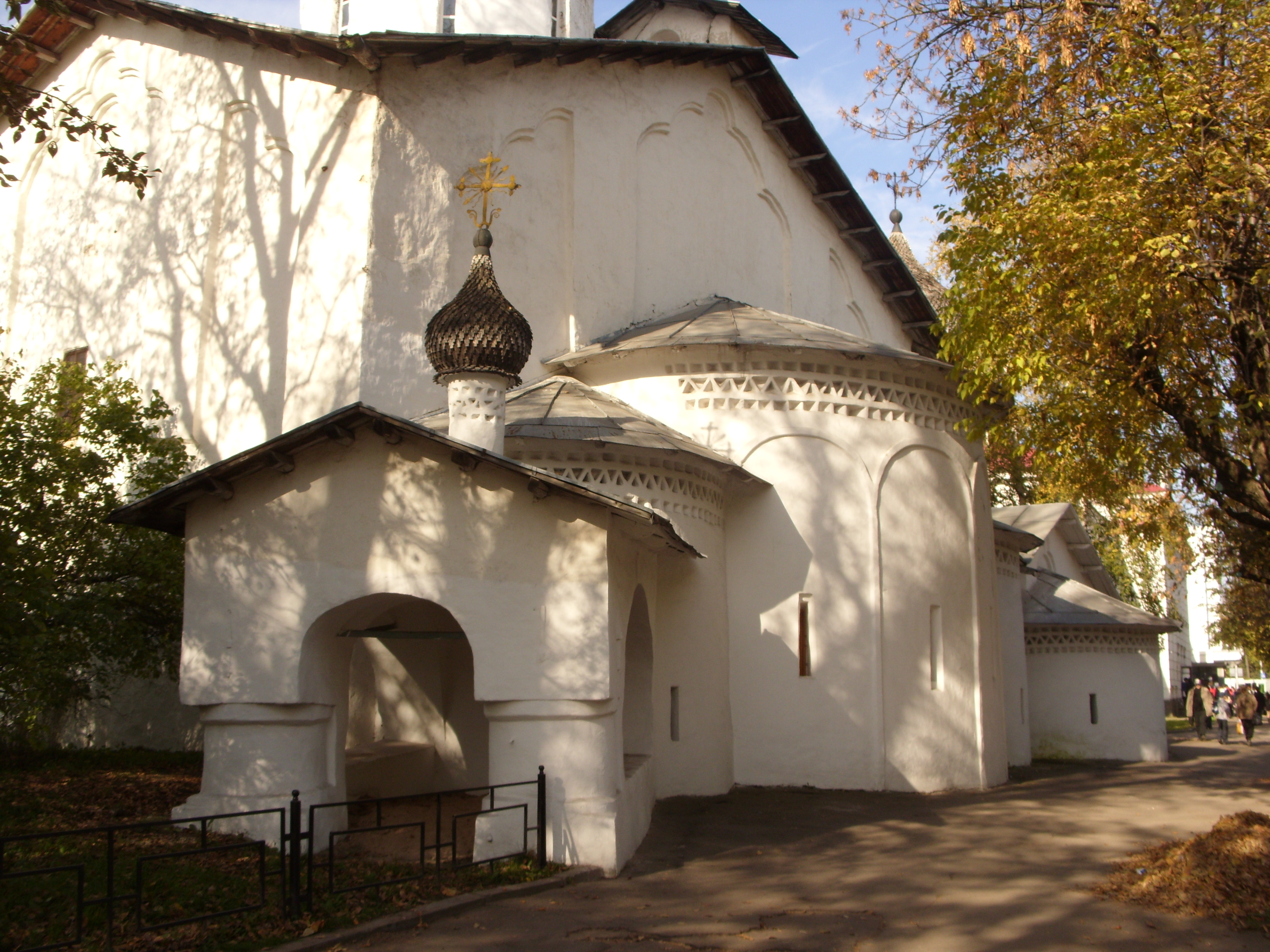
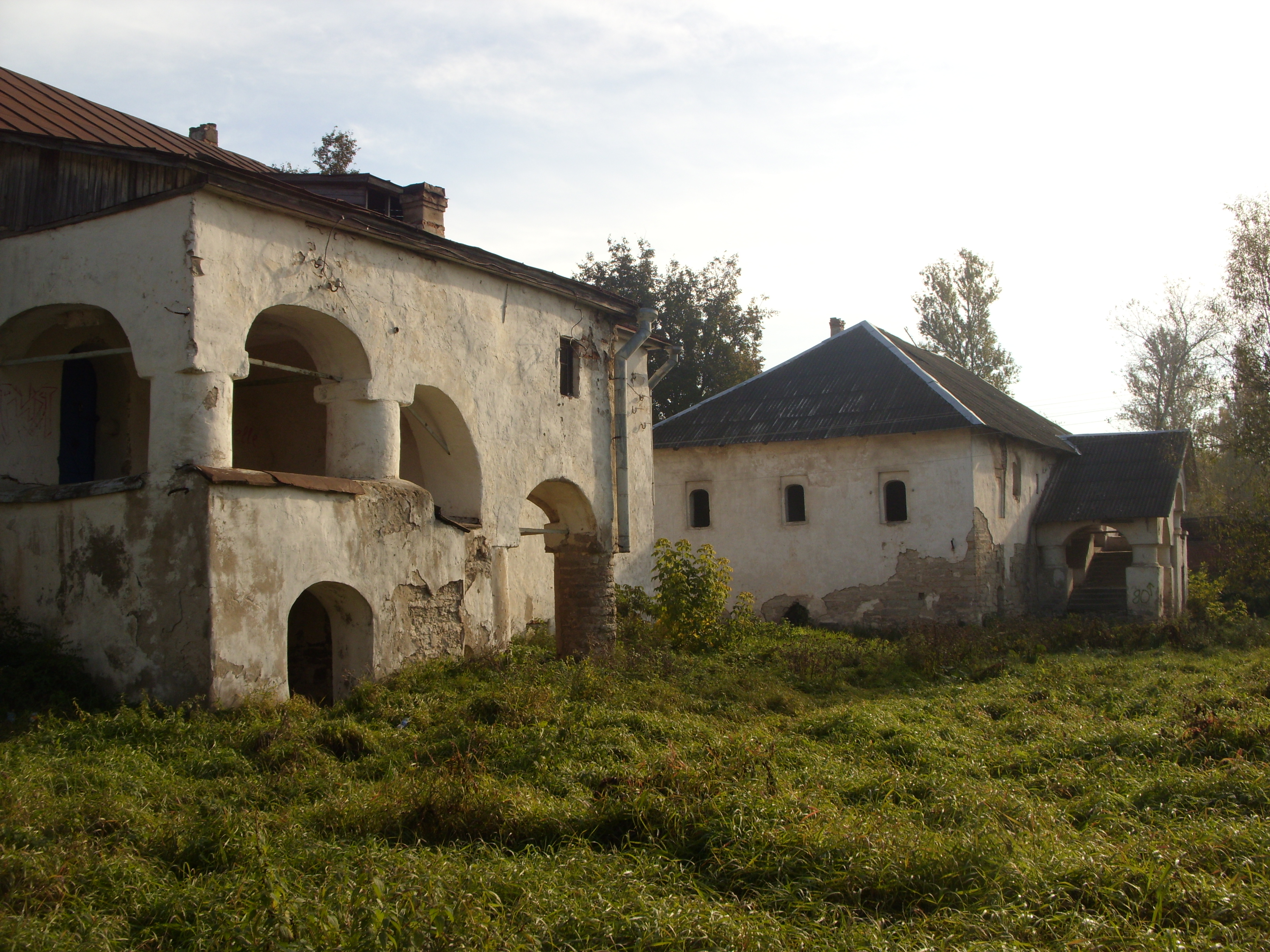
Солодёжня и Дом Печенко

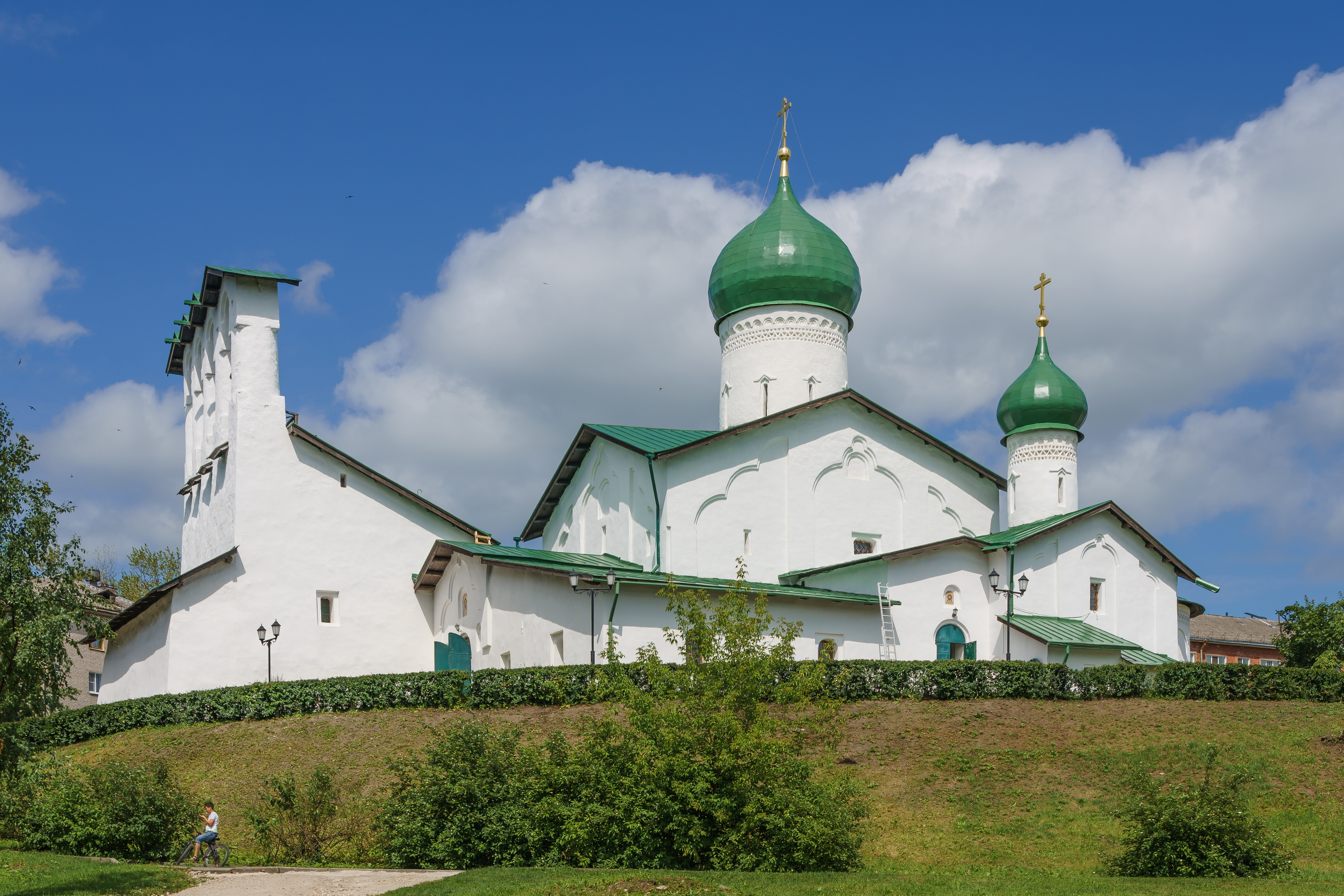
Богоявления с Запсковья
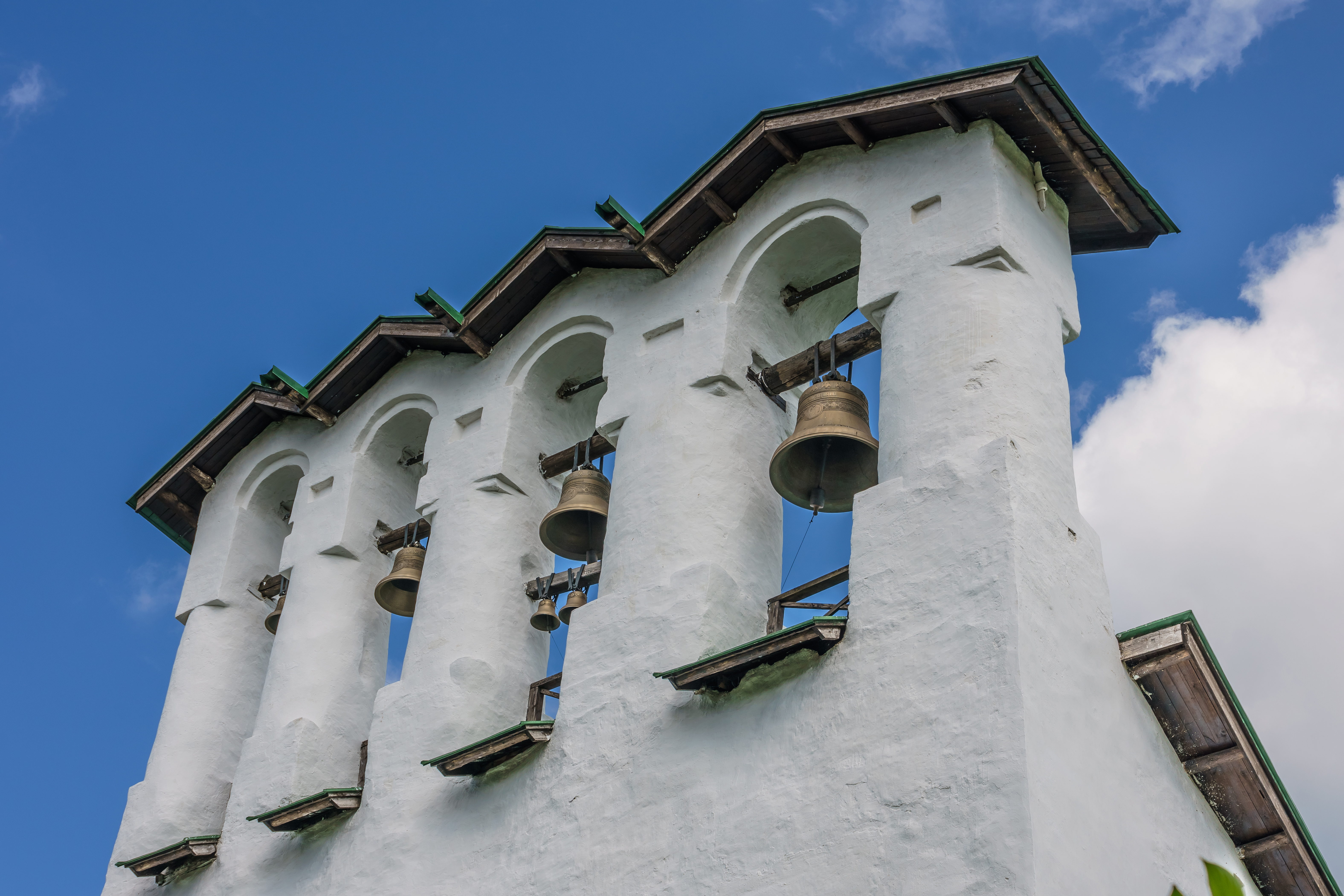
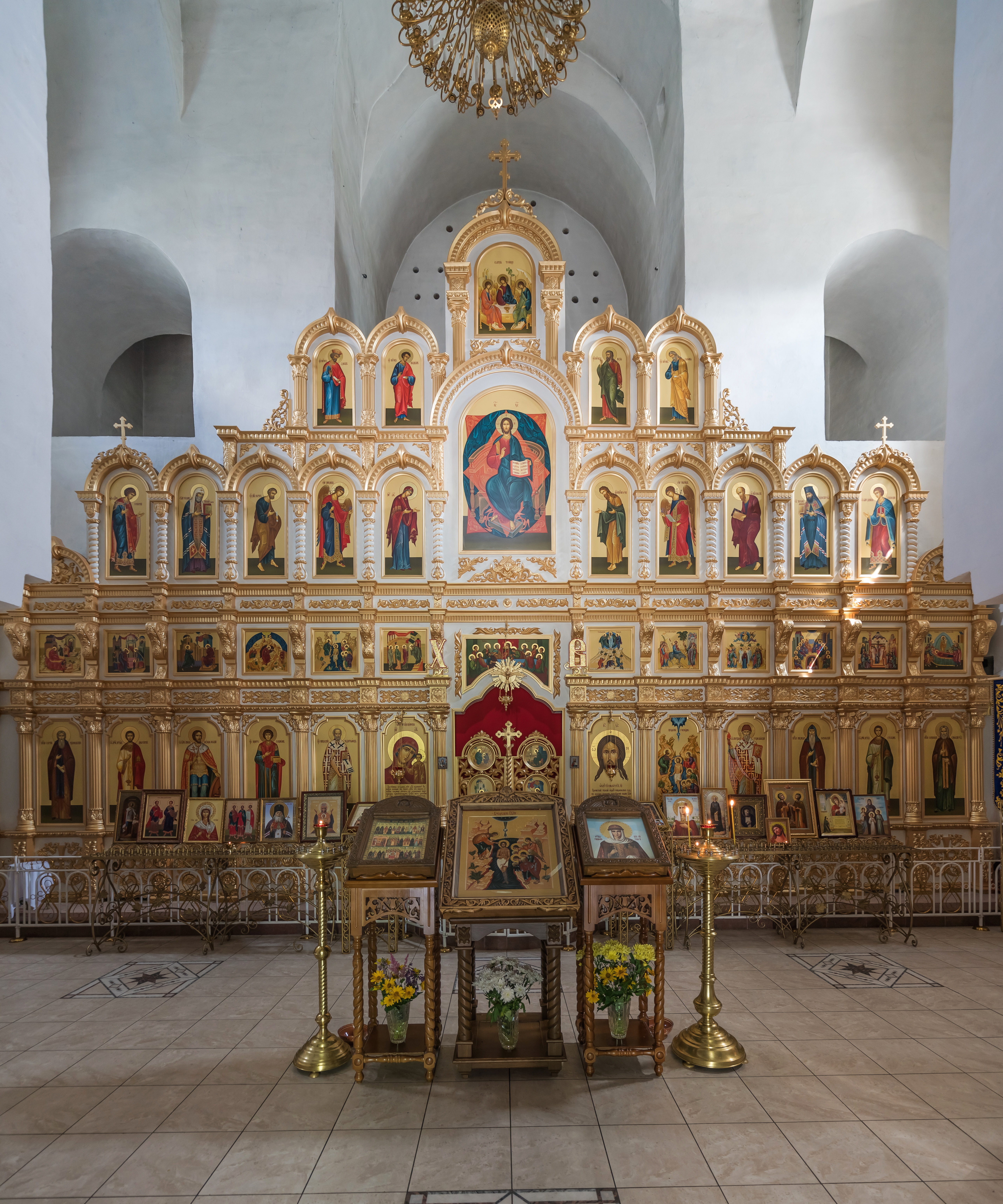
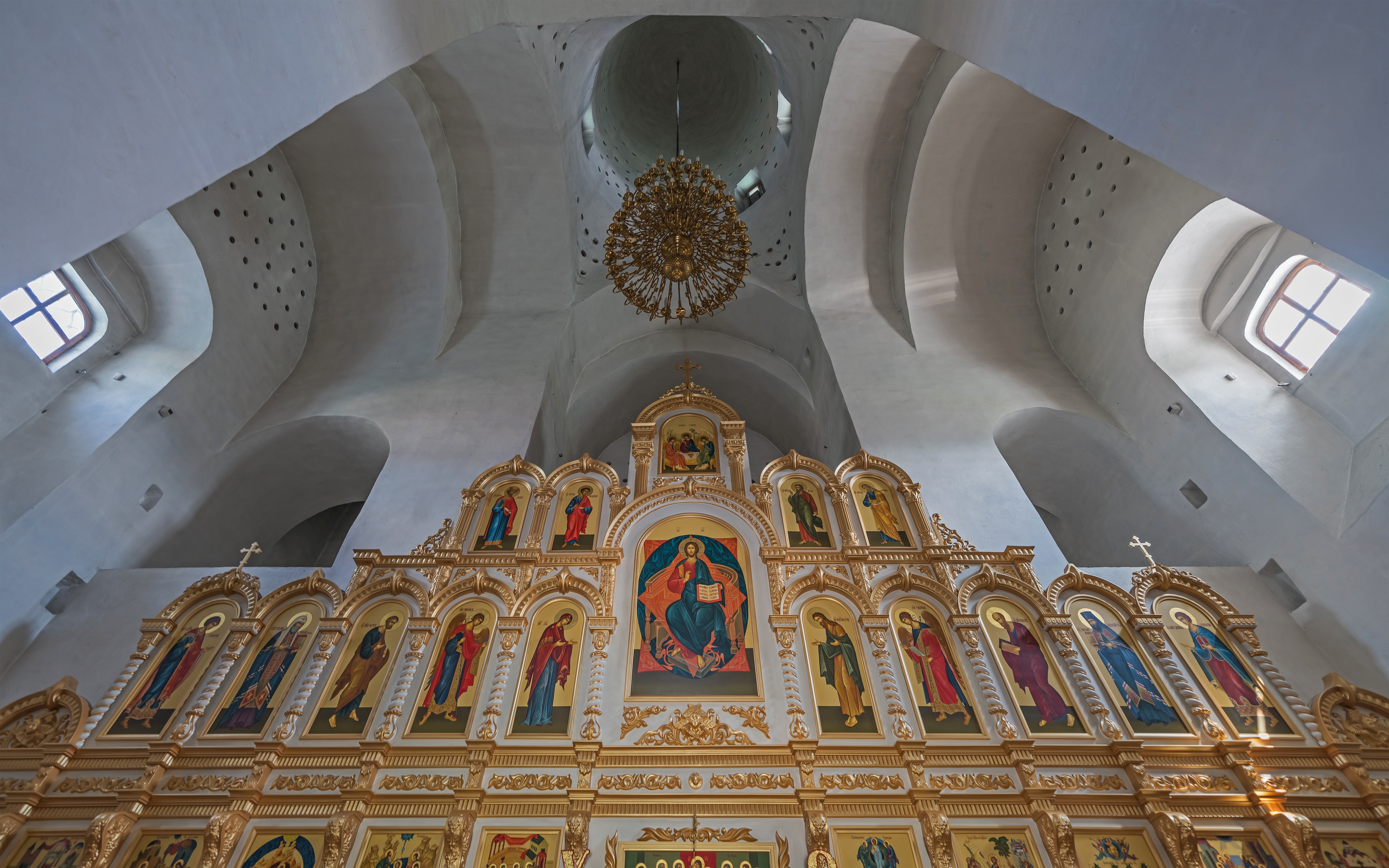
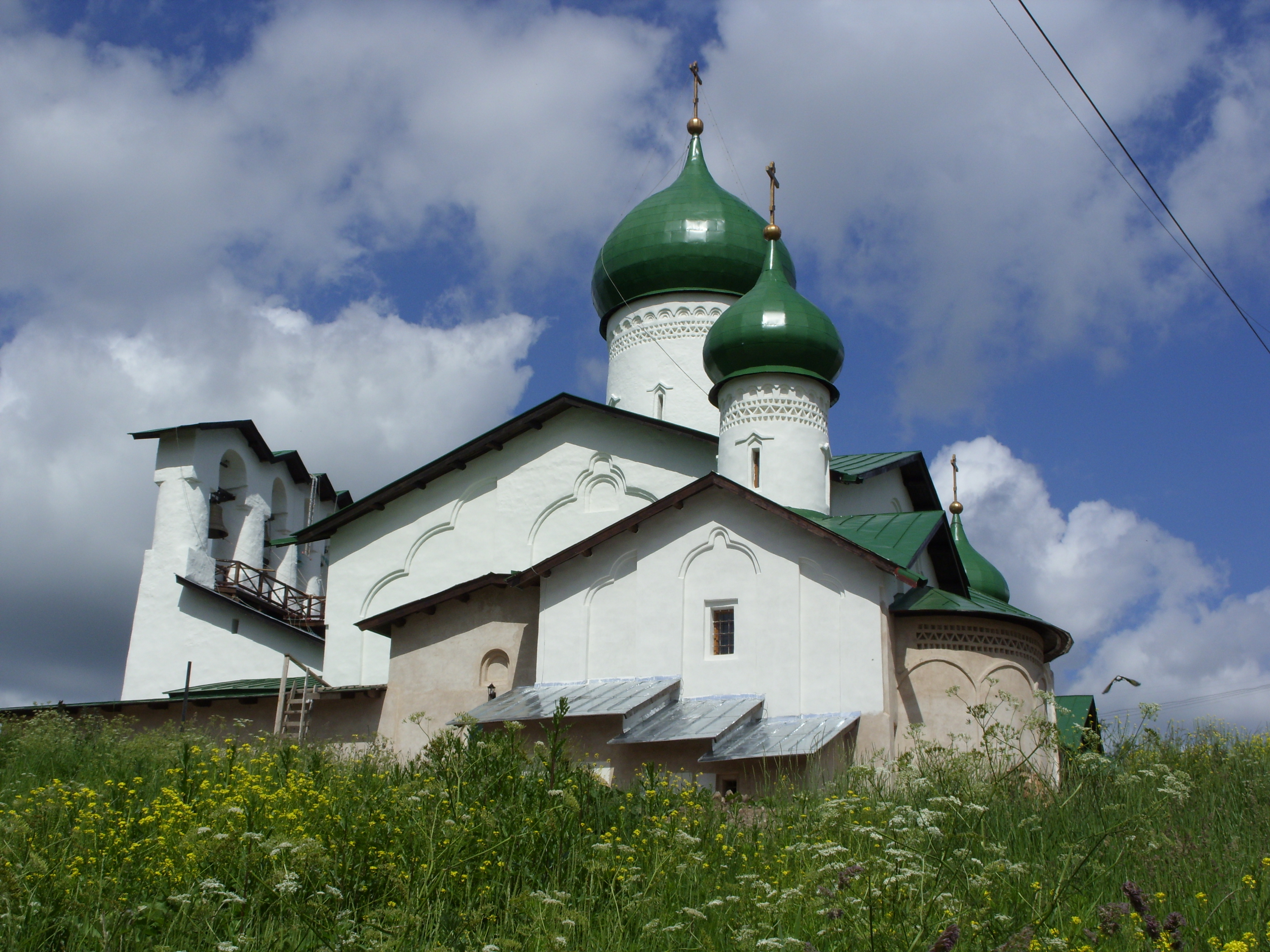

## Память о Спегальском

Памятная доска в Пскове

- Улица Спегальского (до 1982 г. — Михайловская) во Пскове.
- Музей-квартира Ю. П. Спегальского. Октябрьский пр., д. 14, кв. 74. Открыт 2-го декабря 1986 г.[7]
- Памятная доска в Пскове на стене дома, где он жил и работал в сентябре 1968 г. — январе 1969 г.
- Памятная доска в С.-Петербурге на стене дома по Малой Конюшенной ул., д. 2, где он жил и работал в 1948—1968 гг. (открыта в 2001 г.)[8]
- 2009 год по почину общественности решением Псковской городской Думы был объявлен в Пскове «Годом Спегальского».

## Видео
«Золотой век псковской реставрации. Кто восстановил послевоенный Псков?» // ГражданинЪ TV. 16 декабря 2022.